# Leendert van Beijeren

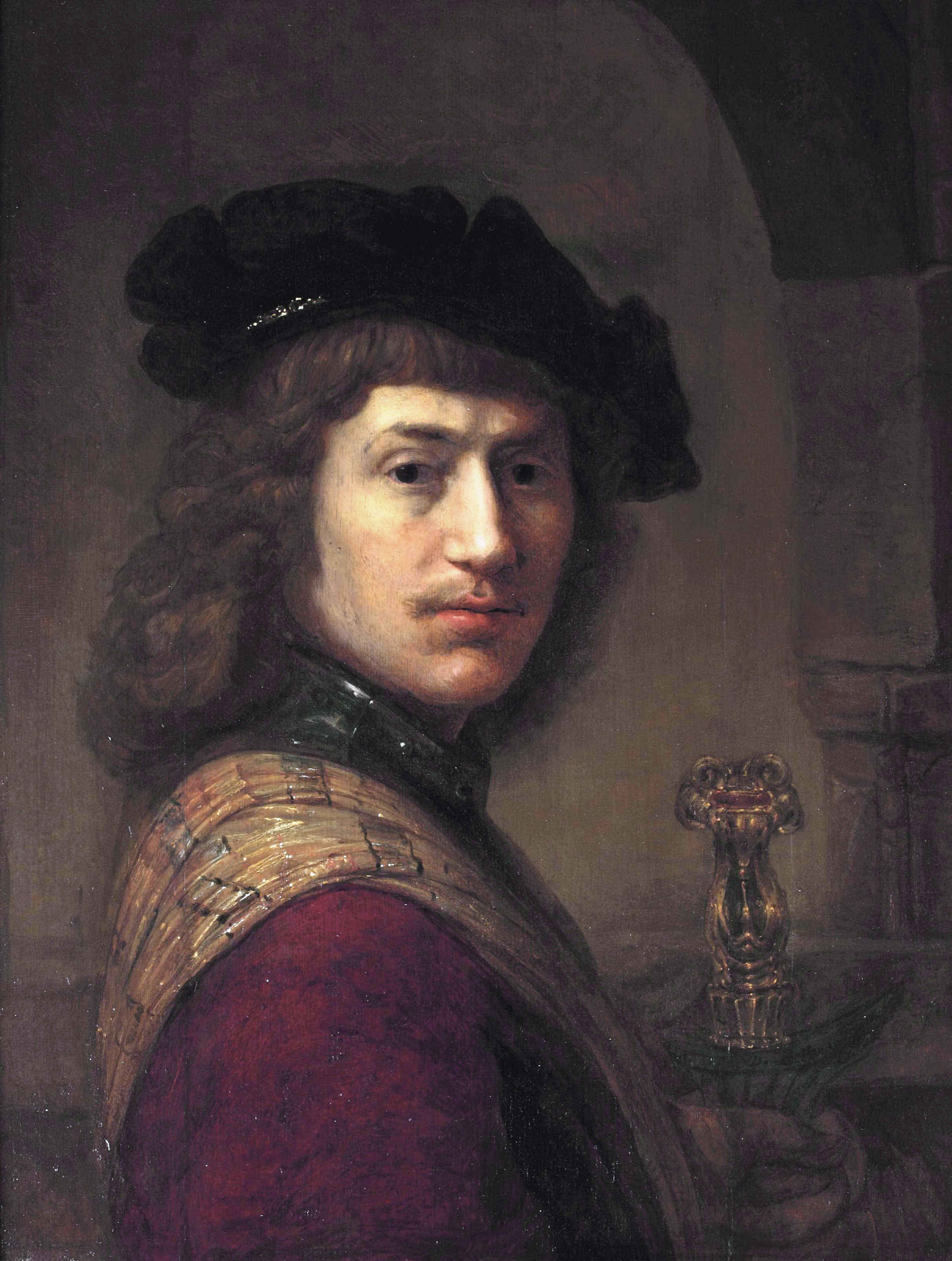
Tronie (signering r.o.: v. Beijer.. f.)

Leendert Corneliszoon van Beijeren (waarschijnlijk in Noordwelle, 1619 of 1620 - begraven op 21 augustus 1649) was een Nederlands kunstschilder en tekenaar van portretten en leerling van Rembrandt van Rijn. Hij werkte waarschijnlijk als zodanig tussen 1640 en zijn dood in 1649. Er is in ieder geval één tronie bekend die aan hem wordt toegeschreven.
Van Beijeren was een zoon van Cornelis Aertszoon van Beijeren (?-1638) en Maritje Leenderts Brugmans (?-1636).